# 丹波哲郎
丹波 哲郎（たんば てつろう、1922年〈大正11年〉7月17日 - 2006年〈平成18年〉9月24日）は、日本の俳優・声優・芸能プロモーター・心霊研究家。
東京府豊多摩郡大久保町出身。身長175cm。俳優活動は50年以上で出演した映画は外国映画10本を含んだ300本以上に及ぶ名優である。テレビ番組でも活躍し、映画製作にも携わった。丹波プロダクション・俳優養成所「丹波道場」を設立して後進の育成も手がけた。心霊学と霊界の研究、多数の書籍を著しており、『丹波哲郎の大霊界』はベストセラーとなった。

## 来歴
大久保町字百人町にて丹波家の三男として生誕。祖父は丹波敬三、父はその二男で、東北薬専卒の陸軍薬務官で日本画家の丹波緑川（次郎）、親戚には従弟で音楽学者の丹波明、元大審院院長の林頼三郎らがいる。哲郎の生家は祖父の別邸を父が譲り受けた屋敷。家柄は系図を遡ると、天平の昔から伝わる薬師の名家で、『医心方』を著した丹波康頼にたどり着く。
成城中学から陸軍幼年学校を受験するも落第し、仙台の二高を二度受験するも不合格。親戚の林頼三郎が総長を務める中央大学法学部英法科へ無試験で入学したという。在学中に第1回学徒出陣し佐倉の東部64部隊（近衛歩兵第5連隊）に入隊、しかし態度が大きいという理由で普通の3倍程の体罰を受けることもあった。立川陸軍航空整備学校で整備士官としての教育を受け、上官には川上哲治がいた（詳細は#人物を参照）。
航空隊に在籍していたために特攻隊員になる可能性もあったが、なることなく立川で終戦を迎える。戦後の1945年大学に復学し、学業の傍らGHQ通訳のアルバイトをしていたが、実際には英語は半分程度しか理解できず、トイレに逃げ込み、仕事の終わる時間を待っていたという。またダグラス・マッカーサーには2度ほどエレベーターの中で遭遇したと語っている。
1948年に大学を卒業。卒業後は団体（油糧砂糖配給公社）職員となるも俳優を志し、1950年創芸小劇場主宰を経て劇団文化座に加入後、1951年春勧誘されていた新東宝に入社。芸名はこの時に付けられ、「新東宝が勝手に（芸名を）決めていた」と語っている。丹波の態度が大きいことが問題とされ、1年以上役が付かないでいたが、1952年に『殺人容疑者』に主演級の役でデビューする。もともとこの役は当時文化座に在籍していた山形勲にオファーがあったものだが、山形が骨折しており応じられないことを丹波が代わりに伝えに行ったところ、プロデューサーから「お前が良い。お前に決めた」と言われ決まったものであった。

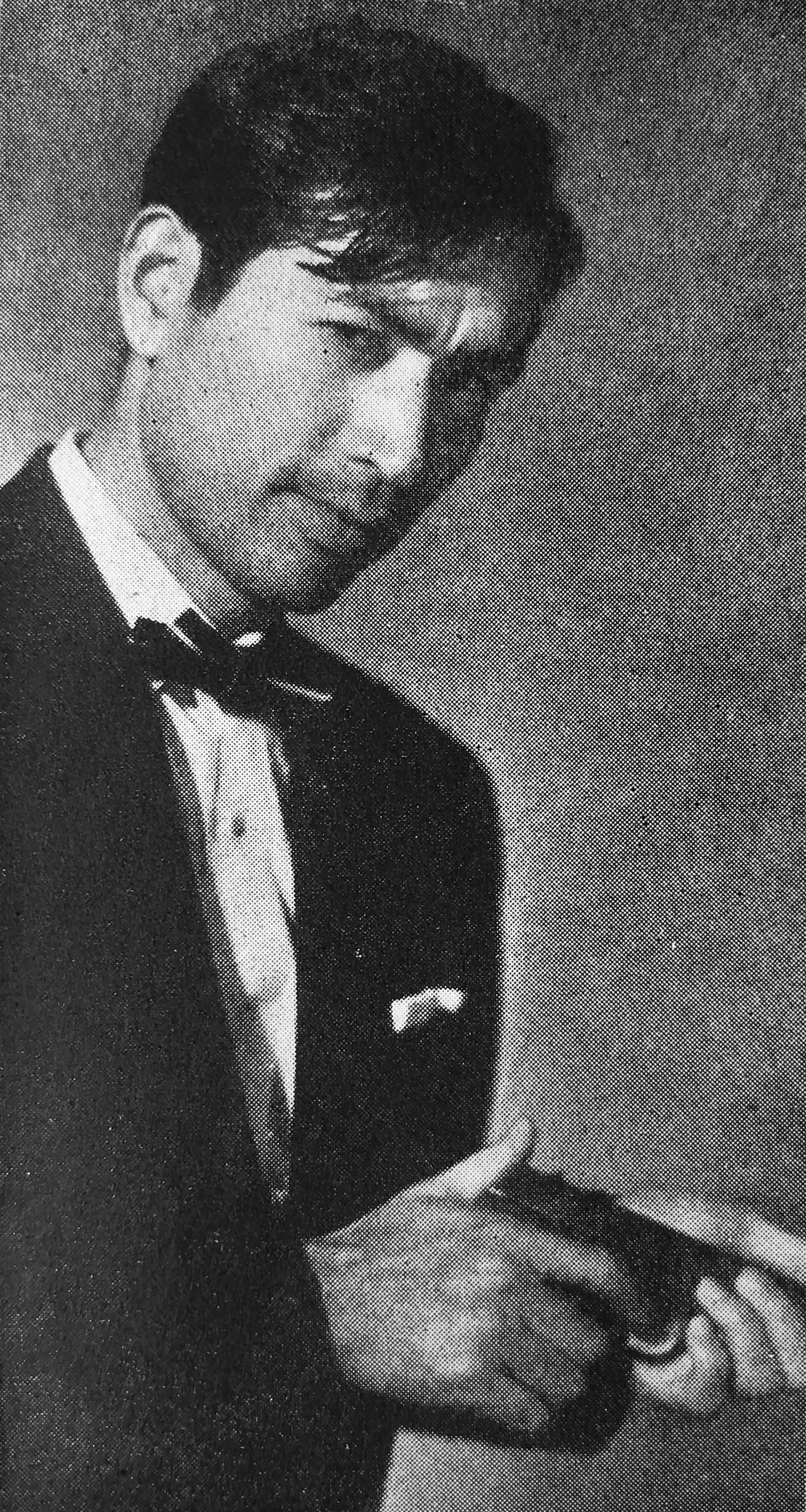
1961年

陰のある二枚目としておもに敵役・悪役で活躍し、1956年公開の柳家金語楼の主演映画『金語楼の兵隊さん』の助演をきっかけに金語楼劇団へ誘われ舞台の客演もこなす多忙な状況だったが1959年、丹波の「新東宝の作品のレベルが落ちている」との発言が記事となり、社長の大蔵貢は謝罪すれば許す考えでいたが、丹波は所信を曲げず、映画『双竜あばれ雲』を最後に同6月新東宝を退社。フリーランスとなり、五社英雄とコンビを組み、1960年に放送された『トップ屋』、1961年にはニュー東映で映画『霧と影』、『白昼の無頼漢』に主演した。五社とは盟友となり、1969年の『御用金』にも出演している。
『豚と軍艦』（1961年）、『丹下左膳』（1963年）、『暗殺』（1964年）、1963年の時代劇『三匹の侍』などでスターとしての地位を確固たるものとし、荒くれ者の漁師に扮した『ジャコ万と鉄』や、時代劇映画・ギャング映画・任侠映画など、幅広く出演している。早くから海外の映画作品にも出演しており、1961年にはキャロル・ベイカー主演のアメリカ映画『太陽にかける橋』、イギリスでは『第七の暁』（1964年）と『007は二度死ぬ』（1967年）に出演。国際的に認知され、海外においても活躍した。
1968年から1973年まで放映されていた『キイハンター』では黒木鉄也で主演した。黒木のイメージは『007は二度死ぬ』で丹波が演じた、タイガー田中の人物像も反映させている。最盛期の『キイハンター』は視聴率30%を越える人気ドラマとなり、当初1年の予定が5年に延ばされた。丹波プロダクション・俳優養成所「丹波道場」を設立して後進の育成も手がけ、宮内洋は丹波の一番弟子である。『キイハンター』終了後も、丹波は同時間帯で『アイフル大作戦』『バーディ大作戦』『Gメン'75』と出演して、TBS系土曜21:00の顔となる。
前後して1973年には『人間革命』で毎日映画コンクール男優演技賞受賞。1974年には『砂の器』の今西刑事役では、人情味のある重厚な演技が高く評価された。1978年、原田雄一との連名で『砂の小舟』を製作（日本公開は1980年）、カンヌ国際映画祭にも出品された。1973年、「丹波プロダクション」設立。
1980年の『二百三高地』で第23回ブルーリボン賞助演男優賞と第4回日本アカデミー賞最優秀助演男優賞をそれぞれ受賞した。
生涯の研究分野であった「死後の世界」を描いた映画を作成・出演し、300万人以上の動員を得る。1994年11月には舞台で「大霊界」を表現し、映像では得ることのできない空間を表現し話題を呼ぶ。「霊界はすばらしいところ」と発言していた。
2000年、『十五才 学校IV』で日刊スポーツ映画大賞助演男優賞を受賞し、『利家とまつ』（2002年）、『義経』（2005年）などで、渋みある演技をみせていた。
2005年2月から約2か月間、インフルエンザと虫垂炎のために入院し、それが原因でひどく痩せ、健康が懸念されていた。2006年（平成18年）9月24日午後11時27分、肺炎のため東京都三鷹市の病院で死去。84歳没。幾度となく共演している千葉真一は「（亡くなる）1年ぐらい前に『キイハンター』をまたやりたいね、と話していた。お元気だったのに…」とTBSの電話インタビューに答え、その死を惜み哀悼の意を表した。
第44回ゴールデン・アロー賞の芸能功労賞が贈られ、9月30日に青山葬儀所で行われた告別式には、安部譲二、稲川淳二、岩田廣一、京本政樹、黒柳徹子、ケーシー高峰、紺野美沙子、せんだみつお、高井英幸、髙嶋政伸、谷隼人・松岡きっこ夫妻、司葉子、鶴見辰吾、長門裕之、夏木陽介、西田敏行、原田大二郎、藤田三保子、由美かおるの他、2,000人のファンが参列した。棺の中には、「ハードボイルドらしく送り出したい」と喪主を務める長男の丹波義隆の意向で、『キイハンター』、『Gメン'75』で被っていた黒のショートハットを東映東京撮影所から京本政樹が運んできた。通夜の開始では『Gメン'75』のテーマ曲が、告別式では『キイハンター』のテーマ曲や丹波が愛した「赤とんぼ」などの葬送曲が流れた。『Gメン'75』の関屋警部補を演じた原田大二郎とGメン'75スペシャルで結城警部補を演じた京本政樹、『HOTEL』の赤川一平を演じた高嶋政伸や鶴見辰吾らが、遺族と一緒に出棺した。義隆が「父はあの世とこの世は地続き。電車で隣町に行くようなものといってましたが、いざ、その日を迎えるとはっきり言って寂しいです」「おやじから見たらだらしない息子だと思われるかもしれないが、これから父の言う“電車の乗換駅”に父を見送りに行ってきます」と挨拶すると、弔問客からはすすり泣く声が漏れた。ファンから「丹波哲郎、日本一」「ありがとう！」の絶叫がこだまし、原田大二郎は目を真っ赤にして最敬礼のポーズで見送った。
無宗教であり、戒名はない。墓所は多磨霊園。
2007年7月17日、25年間交友のあった霊能者の稲川りよ子によれば、死後の丹波から、生前の約束通り霊界通信があり、「世のため、人のために尽くし明るい笑顔で人生を頑張ったのちには、それに見合った素晴らしい世界があります」との旨のメッセージが送られて来たという。葬儀に参列した江原啓之は、丹波の霊が棺の上に座って、参列者をニコニコしながら眺めているのが見えて、笑いを堪えるのに必死だったなどという逸話もある。

## 人物

### 人柄
- 出演作を多く手がけた中島貞夫は「外見はバタくさいが義理堅い日本の男で、ワンシーンの友情出演だけなのに京都へ来てくれたこともあった。車代を渡そうとしたら『おれはそんなつもりで出たんじゃない』と泣いて怒られた」と語り[4]、石井輝男はもっとも信頼出来る俳優のひとりとして、文句をいわず、ひたすら言われたことを黙々と演じる丹波をいつもほめていた[18]。
- 『007は二度死ぬ』の撮影中、毎日遅刻してくる丹波にショーン・コネリーがしびれを切らし、撮影時刻を守るよう注意するため、丹波のホテルの部屋を訪れたが、丹波は「ショーン グッモーニン 主役のショーン自らが迎えに来てくれるんだから、すぐに現場に行かねば、すぐ用意をして行くから、待っていてくれ。」などと得意の調子でやりくるめ、皆が苦笑したという[19]。
- 裕福な家庭に育ち1949年に結婚した貞子夫人もテーラー（オーダーメイド紳士服店）を営み、自身も公団職と闇市卸副業から社会人演劇同好会を運営し、育ちの良さと素地から不義理や道理の通らない事を嫌い、監督など目上立場であっても反目する一方[注釈 3]、和解すると信頼には誠実をもって応えていた様子は、晩年の2004年に刊行した、ダーティ工藤のインタビューによる実質的自伝『大俳優 丹波哲郎』（ワイズ出版）に綴られている。前述した義理友情にまつわるもの、俳優養成所「丹波道場」の経営失敗とは一方で、俳優業経営は厳格で海外出演の経験から映画TVドラマプロデュースについても同様だった。

### 家族
- 息子に俳優の丹波義隆と森正樹。
- 妻は北一輝のいとこの娘にあたる[20]。公団職員時代の1949年に結婚。貞子夫人は1958年小児麻痺発症から車椅子生活を余儀なくされたが多忙を極めるなか哲郎が献身介護していた。しかし哲郎よりも先に逝去した[21]。
- 妻の兄の大蔵敏彦は弁護士で、四大死刑冤罪事件の一つ島田事件で被告人の無罪を勝ち取った人物である[22]。
- 杉並区西荻窪に永住したが、俳優として確固たる地位を築いた矢先、愛人と隠し子がいるとの騒動が勃発。しかし「こんなことはタクシーの運転手さんも知っているよ」とあっさり認めてしまった。葬儀が行われた際、愛人とその子供（元女優の江畑絢子と息子である森正樹）が弔問に訪れた。義隆は気遣って席を外し、二人に別れの一時を与えた。

### エピソード等
- 丹波は基本的には自ら売り込みをせず、キャスティングされた時点で、演じる役は自分に合う役であるはずなので役作りは一度もしたことがなく、テレビの前の観客は意識せず、目の前に居る監督を喜ばせることのみを考えていると語っていた[23]。
- 『丹下左膳 (1963年の映画)』で隻眼隻腕の剣士、丹下左膳を演じることになったが、殺陣がやりにくいとの理由から、設定上右手、右眼が無いところを左手、左眼がないことにして刀を右で持つ、という提案をし、世間を驚かせた[4]。歴代の丹下左膳の中でも右手なのは丹波の作品のみである。
- 『仁義なき戦い 代理戦争』では写真だけの出演（モデルは田岡一雄）もあった。『人間革命』でシリアスな宗教家を演じた時期に、石井輝男が監督をした『ポルノ時代劇 忘八武士道』にも主演していたと著書で述べている。同作の監督・石井輝男とは新東宝時代の僚友だが、お互いに東映に移ってから協業が増えて親しくなり、石井晩年の低予算自主制作作品にも付き合っている。また、公式サイトでは、同じく『人間革命』の公開時期に降旗康男が監督する『色悪魔』（『色魔狼』の間違いと思われる）にも出演していたため、東宝に苦言を呈されたというエピソードを語っている[24]。
- 丹波は先輩、後輩、監督から仕出し（エキストラ）、社長から平社員まで、誰とでも平等に、分け隔てなく接することを徹底していた。そのため態度が大きくて偉そうだと言われることもあるが、それは「地のまま」だからだと語っている[24]。ただ、当時東映の大スターであり先輩でもあった鶴田浩二に対して丹波が「おーい、鶴田！」と呼んでいたことがたびたびあり、鶴田は丹波よりも年下ではあるが、役者としては丹波よりも先輩であったことからこの事に鶴田は苦手にしていたこともあった[25]。
- 義隆は丹波より「お前は現場に入って監督にどう挨拶するんだ？」と聞かれ、「おはようございます、と言います」と答えたところ、「じゃあ、監督だけじゃなく、エキストラや掃除の人にも、同じように挨拶をしろ」と教えられたという。「えこひいきはダメだ。あと、同じ監督と一緒に仕事をしようと思うな。こびへつらうな」と強く言い聞かされたという[26][信頼性要検証]。
- また、せんだみつおら曰く、お茶目な一面もあったという。『柳生一族の陰謀』で萬屋錦之介との立ち回りのシーンの撮影の時に丹波は予定の時間を1時間ほど遅刻し、現場に現れた時の丹波の第一声が「おう!錦ちゃん、遅れた、ワリい!」と軽いノリだったという[27]。また共演した女優らの尻を触ったり[27]、自分の台本を見て初めて入るスタジオを間違えたことに気付き、何も無かったようにその場を立ち去ったということもあった[27]。
- 遅刻は他にもあり、仲代達矢によれば「スターは遅く来るもんだ。9時に始まるなら10時に入ればいい」などと言って遅れて現場入りすることがあったという。しかし小林桂樹と東宝の作品で共演した際、同じように遅刻した時に小林に「東宝では時間通りに来い！」と怒られたという（当時の東宝では時間には厳しかった）[28]。

#### セリフを覚えない
- 丹波は台本を読まないことで知られ[18][29]、この丹波の特異なスタイルのため、机の上や壁、共演者の背中あるいは小道具である手元のミカンにまでカンニングペーパーが準備されていた。『Gメン'75』の役の名前を覚えるのが面倒であると、大きなミカンに出演者の役柄の名前を書いていたが、蜜柑が食べられてしまったということや[30]、茶を飲む時のワンショット撮影の時に湯飲みの中にカンニングペーパーを入れ、その中のカンペを読みながら茶を飲む演技をしていたが、湯飲みの角度を上げすぎてカンペが落ち、撮り直しになったというエピソードもある[31]。その回の犯人が誰なのかわかっていなかったり、違う回の台本を間違えて持ってきたこともたびたびあったという（谷隼人の談）[32]。
- 『ザ・ヤクザ』(1974)には高倉健演ずる主人公の義兄の田中五郎役で出演し、撮影が行われたが、高を括って一夜漬けで撮影に臨んだことと、当日の撮影が事前に知らされていたのとは別のシーンだったことなどでスラスラとセリフが出ず、撮影が中断。丹波は降板となり、『太陽にかける橋』で丹波の同僚役だったジェームス・シゲタが急遽代役に立てられて来日し撮影された。ただ、撮影スケジュールが逼迫していたために当初より田中の登場シーンが少なくなっており、完成した作品を見た丹波は、あのくらいの台詞の量なら覚えてもよかった、と述べている[33][34]。
- 上述『柳生一族の陰謀』の撮影の時にはちゃんと台本を持って来たが、その台本は郵送で届いたままでまだ未開封の状態だった。同作品の監督の深作欣二に「自分の台詞くらい家で覚えて来てよ」と言われると「俺は仕事を家に持ち込まない主義なんだよ」と返したという[27]。
- 台本を読まずに本番に臨むことで知られていた丹波だが、本人は「記憶力はいい」「俺はきちんと頭に入ってるんだよ」「俺は覚える、と自分に自信がある」と言って本番ではスラスラ台詞が出て来ていたと述懐していたが、一方で「終わった途端に忘れちゃう」とも話しており、これを「一種の自己催眠だね」としている。またこのようなことを自ら「面白おかしい伝説的なジョークに近いもの」だとも話している[35]。
- 仲代達矢によれば、台詞は「1ページ（の台本を）3秒で覚える。長い台詞は、ここで（ページを）めくるというのが頭に入ってる」自分独特の覚え方を話していたが、ある日台詞を間違えた時に「（台本）1枚めくるのを2枚めくっちゃった」と言われたという[28]。
- 恵俊彰は『時空警察』で丹波と共演しているが、伝説そのままに、丹波が本当にセリフを覚えてこない事にびっくりしたが、それを感じさせない丹波独特のセリフの間合いの絶妙さに、感服したという。

#### 台本を覚えてくる
- 初の外国映画作品となる『太陽にかける橋』(1961)に出演した際には、セリフ(日本語と英語)は「丸暗記だったね」と述べている[36]。
- 普段セリフを覚えてこなかったり、遅刻をすることで知られている丹波だが、『砂の器』で共演した森田健作によると、同作に出演時にはセリフもしっかり入っていて、遅刻をすることもなかったという、また森田は丹波から「もう少しセリフを覚えた方がいい」と注意されたという[37]。
- 『春日局 (NHK大河ドラマ)』に出演した際には、数ページにも及んだ橋田壽賀子のセリフを見た丹波は、橋田が自分に挑んできたと考え、セリフを完璧に覚えていた[38]。

#### 『Gメン'75』
- 夏木陽介の著書によれば「丹波ちゃんとは、同じ警視役で対等に付き合っていた[39]、また丹波の性格を余りにも大らか過ぎたと回想し、全く台詞を覚えてこないことを夏木が注意すると、「俺は家庭に仕事を持ち込まない主義だ。」と返答されたと回想した[40]。
- ある日Gメン本部の屋上での夏木とのシーンの撮影に際し、丹波がいくら待てど現場に現れず、夏木が怒って帰ってしまい、次の日同じシーンの撮影では、丹波が現場に着いたら連絡をと、わざと夏木が遅れて現場に現れると、夏木を待っていた丹波が「よく来てくれた、俺は人を待たせるのも、待つのも平気なんだ。」と言ったという[41]。
- 若林豪は丹波について、「言われているようにセリフをまったく覚えてこない。なんていいかげんだと皆さんが思うけど、それでも映像になると、誰よりも絵になる。天才でしたよね。」とコメント[42]、また最終回のパリでのロケの際に、丹波に誘われルーヴル美術館へ行ったが、丹波があっという間に外に出てきて「ここは絵ばっかりだ、帰るぞ」と言ったエピソードを明かしている[42]。
- 岡本富士太は、丹波が『Gメン75』の放送開始後しばらくの間番組を見ていなかったらしく、何話も放送された頃になり、「今度のオープニングはお洒落でいいじゃないか。」と話し今まで放映を見ていなかったのか驚いたと話した[43]。
- 丹波の乗った車が交通違反で停められた際、丹波は警察官に「Gメンの丹波だが」と対応した。この時の違反はスピード違反と語られることが多いが、丹波は一方通行の逆走だったと、『笑っていいとも!』の「テレフォンショッキング」に出演した際に語っている[44]。

#### 池波作品
『鬼平犯科帳』の初映像化の際には、原作を読んで是非とも長谷川平蔵役を演じたいと、自ら名乗り出たが、既に長谷川役が松本幸四郎に決定していたため実現しなかった。
『鬼平犯科帳』では舞台化の話が出たが、丹波はこれを断り、『真田太平記』の舞台化の話の際には丹波の方から真田昌幸役での出演を希望したが、鬼平の舞台への出演を断ったため、池波から丹波の出演が拒否されたと話していた。
丹波は池波作品の真田昌幸について、「真田昌幸は喜劇的で助平さがにじみ出ている部分が自分に合っていた。」とコメントしていた。
『真田太平記』で真田昌幸を演じた丹波について、共演した草刈正雄は、丹波がこの役にかなり入れ上げており、今までにないほど、真剣に役に挑み、長台詞も含めて台詞を完全に覚えていたと語っている。
また自分から売り込みをしないことで有名な丹波だが、『真田太平記』のドラマ化の際には、自ら池波に直訴し役を得たとの噂があった、そして丹波は共演にあたり、渡瀬恒彦と草刈に刀をプレゼントしたなどのエピソードを、共演の草刈が明かしている。

### さまざまな交友
- ワンマン社長としてその名を知られた松竹の城戸四郎を、影でシロウちゃんと呼んでおり、不在の本社を訪ねては「シロウちゃん、いるかい」とふざけていたら、偶然本人がいたことで、城戸と言い争いになったこともある（キネマ旬報「大放言」より）。ただ、城戸を偏屈だが愛すべき人物として敬愛してもいた。
- 著書で「軍隊時代に上官だった川上哲治からリンチを受けていた。終戦後に川上が『あのときは仕方なかった』と頭を下げて廻り、巧みな処世術をするのを見たとき、川上の本性がわかった」と述べている[48]。
- 丹波プロダクションに所属し、『キイハンター』『鬼平犯科帳』などで共演した野際陽子を妹のように可愛がっていた[18]。佐野史郎はドラマ『ずっとあなたが好きだった』で野際と共演していた時に、丹波から「陽子をヨロシク！」と声をかけられている[18]。
- 黒柳徹子は丹波曰く芸能界で一番古い友達で黒柳司会の徹子の部屋には10回以上出演し[49]、10月16日、17日の2日間丹波が出演した回を振り返り追悼特集が行われた[50]。

### 心霊研究など
- 心霊学と霊界に造詣を持ち、霊界の存在を確信していた[4]。千葉真一の話によると、『キイハンター』の撮影中にも雑談の中でしょっちゅう霊界の話をしていたという[51]。多数の著作をものし、年間20回以上の講演を行っていた。本人もロンドンのホテルで中国人女性の複数の霊に遭遇しており[52]、これが死後の確信に変わる出来事だったと話す。「あの世が本当の世で、この世は仮の世に過ぎない。だから死んだら『誕生日おめでとう』みたいにケーキにろうそく立てて拍手してやらなければいけない」ということを言っていたほどである[7]。子供の頃には、腐ったまんじゅうを食べて死にかけた時に、母親が自分の傍で自分の名を叫び続けているのをすぐ真上で見ていたことがあったと話していた[32]。なお、本人の公式サイトも霊界についてまとめたサイトになっている。
- 霊界の世界に興味を持ち始めたのは、ある俳優仲間の死であった。ある俳優仲間がガン宣告され、毎日のように「死ぬのが怖い」と連呼していたことから、彼の不安を和らげるために死後の世界について徹底的に調べようと思ったことがきっかけであった[53][54]。
- 丹波のマネージャーを務めた東島邦子を「会長」、丹波自身を「先生」または「霊界の宣伝使」、正会員を「天使」として1986年1月に教育団体『来世研究会』を設立。丹波曰く「霊界の実在を知り、霊界の実相を深く学ぶことで現世での正しい生き方を見出し、人のために尽くし、自己の人格および霊級を高めることでより良い来世への進歩を目的とする団体」であり、霊界研究の成果発表として書籍出版、講演活動、映像化、月刊情報誌発行を精力的に展開した。霊視や交霊、心霊治療など、いわゆる霊能力の存在を全面的に公認し、数多の不思議体験を持つ美輪明宏や稲川淳二などと深い交流を育んだ一方、団体発足当初から宗教との結び付きを徹底的に否定していた。
- その他、催眠術への造詣も深く、自ら催眠術を操れたという。しかし『Gメン'75』などで共演の夏木によれば、実際に丹波の催眠術に掛かった人は見たことがない、丹波に気を遣い、催眠に掛かったふりをしていたのかもしれないとしている[55]。また自ら「催眠術は馬鹿と子供には掛からない」と話していたという（丹波義隆の談）[32]。
- 『人間革命』出演後、創価学会の大会に招待された際、創価学会の活動をさかんに顕揚する講演をした後で「南無妙法蓮華経」とすべきところを「南無阿弥陀仏」としめくくり、場内を騒然とさせた。丹波は著書に、自分のオッチョコチョイな性格を示す逸話として、この失敗談を載せている。
- 息子の義隆にアメリカ映画の『ゴースト/ニューヨークの幻』を勧められたところ、観に行き「本当はああいう映画を作りたかったんだ」と話したという[7]。
- しかしその義隆は父について、本当は誰よりも臆病で、死を怖がっていたんじゃないかと思うと話している。丹波の母親が亡くなった時には母の遺体にすがり付いて嗚咽しており、「おめでとう」と言う余裕は無かったという[7]。そして1997年に自分の妻が亡くなった時には母親が亡くなった時以上に号泣し、更にこの時を境に霊界への言及も止まったとしている[56]。

### その他
- オロナミンCの初代CMキャラクターは、当初大村崑ではなく丹波になるはずだった。事実、丹波が侍姿で製品を持った宣材ポスターが大村の資料館に残されている。
- 嘉門達夫は丹波の発言やキャラクターをもとにした楽曲『タンバでルンバ』を発表し、それが機縁となりTBSドラマ『結婚してシマッタ!』で丹波の秘書役として共演した。

## 受賞
- 第28回毎日映画コンクール 男優演技賞 『人間革命』（1973年）
- 第4回日本アカデミー賞 最優秀助演男優賞 『二百三高地』（1981年）
- 第23回ブルーリボン賞 助演男優賞 『二百三高地』（1981年）
- 第13回日刊スポーツ映画大賞 助演男優賞 『十五才 学校IV』（2000年）

## 出演

### 映画

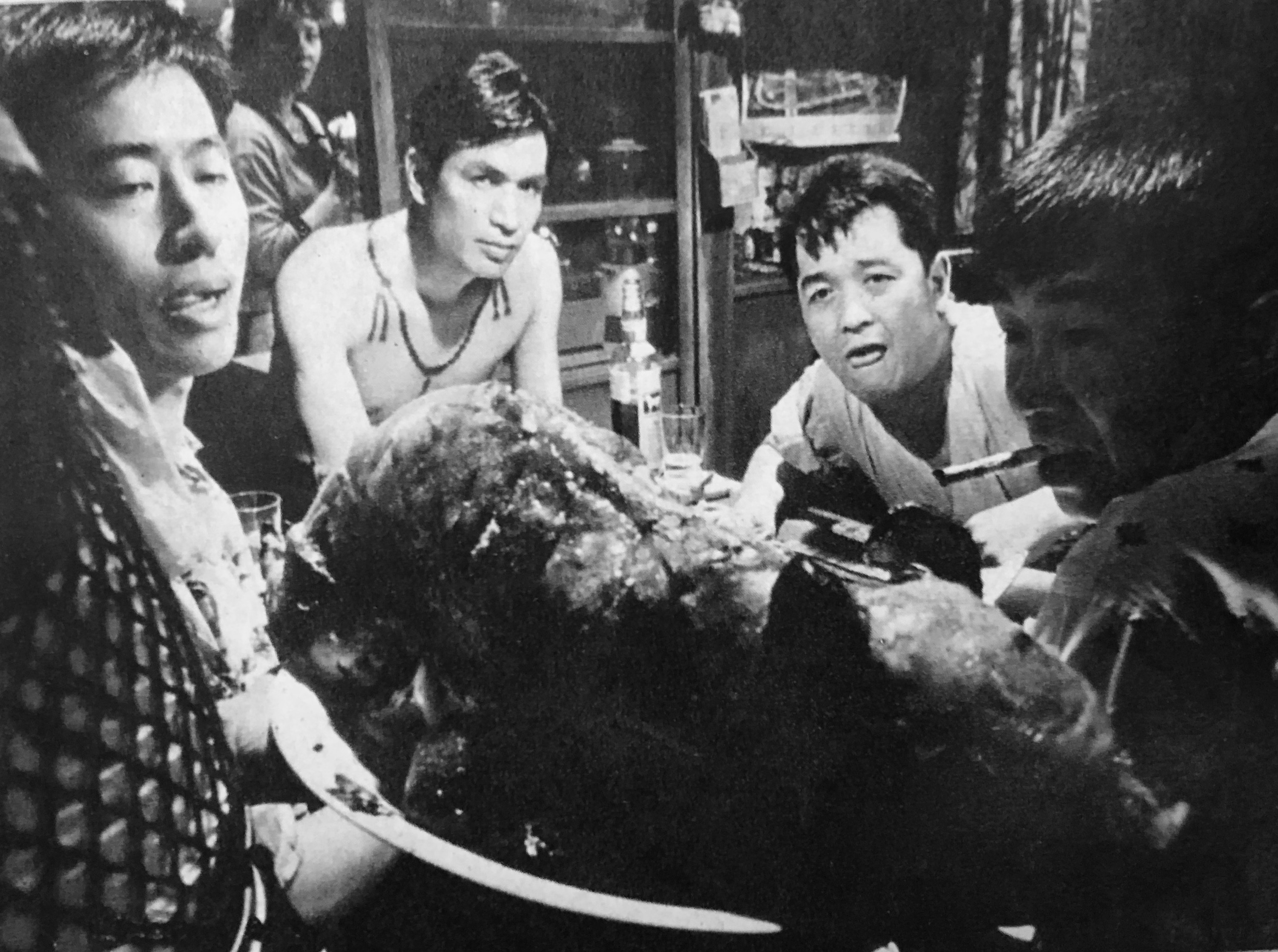
『豚と軍艦』（1961年）

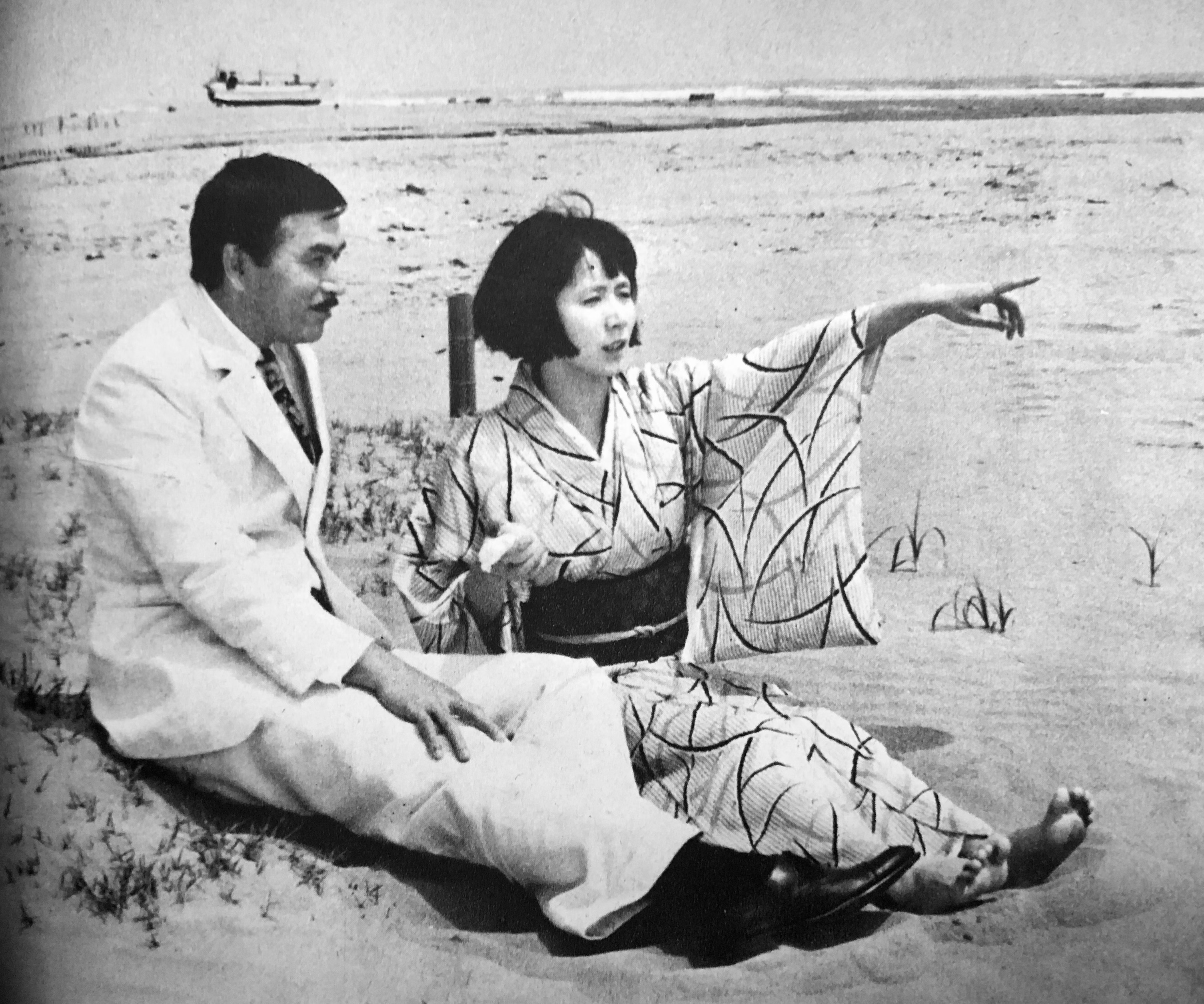
『智恵子抄』（1967年）

- 殺人容疑者（1952年、新東宝）- 木村※丹波正三郎名義
- 憲兵（1953年、新東宝）
- 戦艦大和（1953年、新東宝） - 尾形少尉
- 叛乱（1954年、新東宝） - 香田大尉
- 潜水艦ろ号未だ浮上せず（1954年、新東宝）
- 日本敗れず（1954、新東宝） - 松崎少佐
- 人間魚雷回天（1955年、新東宝）-鈴木主計少佐
- たそがれ酒場（1955年、新東宝）- 森本
- 花真珠（1955年8月22日、新東宝） - 検察官
- 怪異宇都宮釣り天井（1956年、新東宝）
- 暴力の帝王（1956年、新東宝）
- 女真珠王の復讐（1956年、新東宝） - 野口吾郎
- 波止場の王者（1956年、新東宝） - 志水重吉
- 阿波狸変化騒動（1957年、新東宝） - 金長狸
- ひばりの三役 競艶雪之丞変化（1957年、新東宝） - 門倉平馬
- 風雲急なり大阪城 真田十勇士総進軍（1957年2月27日、新東宝） - 平野主人正
- 明治天皇と日露大戦争（1957年、新東宝） - 島村速雄
- 天皇・皇后と日清戦争（1958年、新東宝） - 大鳥圭介
- 重臣と青年将校 陸海軍流血史（1958年9月28日、新東宝） - 大川周明
- 暴れん坊森の石松（1959年、東宝） - 放れ駒の藤蔵
- 飛びっちょ勘太郎（1959年、東宝） - 大塚雄之進
- 夜霧の決闘（1959年、東宝） - 中西 役
- 金語楼の海軍大将（1959年12月27日、新東宝） - 機動部隊参謀
- 0線の女狼群（1960年、新東宝）
- 女奴隷船（1960年、新東宝）
- 国定忠治（1960年、東宝） - 三ツ木の文蔵
- 摩天楼の男（1960年、日活） - 大牟田源吉
- 第三波止場の決闘（1960年、東宝） - 霧島
- みな殺しの歌より 拳銃よさらば!（1960年、東宝） - 田辺
- 大坂城物語（1961年、東宝） - 石川貞政
- 豚と軍艦（1961年、日活） - 河西鉄次
- 男の血潮がこだまする（1961年、ニュー東映） - 黒須勝也
- 東京夜話（1961年、東宝） - 笠森組・二郎
- 断崖の決闘（1961年、東宝） - 鳴海
- 黄色い風土（1961年、ニュー東映） - 木谷
- 黒い画集 第二話 寒流（1961年、東宝） - 山本甚造
- 太陽にかける橋（英語版） （1961年、MGM） - Jiro
- 恋と太陽とギャング（1962年、東映）
- 太平洋のGメン（1962年、東映）- 水原
- 切腹（1962年、松竹） - 沢潟彦九郎
- 暗黒街最後の日（1962年、東映）- 三鬼徹
- 東京アンタッチャブル（1962年、東映）- 川本五郎
- ギャング対Gメン（1962年、東映）- 辰村重吾
  - ギャング対Gメン 集団金庫破り（1963年、東映）- 手塚徹
- 暗黒街の顔役十一人のギャング（1963年、東映） - 芳賀邦光
- パレンバン奇襲作戦（1963年、東映）
- 丹下左膳（1963年、松竹） - 丹下左膳
- 十三人の刺客（1963年、東映） - 土井大炊頭利位
- 東京ギャング対香港ギャング（1964年、東映） - 毛
- 道場破り（1964年、松竹） - 大庭軍十郎
- ジャコ萬と鉄（1964年、東映） - ジャコ万
- 次郎長三国志 第三部（1964年、東映） - 黒駒勝蔵
- 駆逐艦雪風（1964年、松竹）
- 三匹の侍（1964年、松竹） - 柴左近 ※製作兼務
- 銃殺〜2・26の叛乱（1964年、東映） - 相川中佐
- 暗殺（1964年、松竹） - 清河八郎
- 御金蔵破り（1964年、東映）- 勘兵衛
- 第七の暁（1964年、UA） - ヌー
- 仇討（1964年、東映） - 奥野主馬
- ならず者（1964年、東映） - 蒋
- 刑事(デカ) （1964年、東映） - 矢野警部
- 忍法破り 必殺 (1964年、松竹） - 榎戸半九郎
- 怪談（1965年、文芸プロダクションにんじんくらぶ） - 甲冑の武士[57]
- 忍法忠臣蔵（1965年、東映） - 無明綱太郎
- 網走番外地シリーズ
  - 網走番外地（1965年、東映）- 妻木
  - 網走番外地 決斗零下30度（1967年、東映） - 白木
  - 新網走番外地 嵐呼ぶダンプ仁義（1972年、東映） - 中神政男
- 異聞猿飛佐助（1965年、松竹）- 高谷左近
- 明治侠客伝 三代目襲名（1965年、東映） - 野村勇太郎
- 愛欲（1966年、東映） - 麻生公輔
- 丹下左膳 飛燕居合斬り（1966年、東映） - 柳生対馬守
- 紀ノ川（1966年、松竹） - 真谷浩策
- 組織暴力シリーズ
  - 組織暴力（1967年、東映） - 浦上警部
  - 続・組織暴力（1967年、東映） - 北川警部
  - 組織暴力 兄弟盃（1969年、東映）- 和島太一郎
- 解散式（1967年、東映）- 酒井桂一郎
- 博奕打ち 一匹竜（1967年、東映）- 岩切寅松
- 智恵子抄（1967年、松竹）- 高村光太郎
- 七人の野獣 (1967年、日活) - 木戸
- 七人の野獣 血の宣言 (1967年、日活) - 木戸
- 波止場の鷹 (1967年、日活) - 岩崎部長刑事
- 喜劇 競馬必勝法（1967年、東映） - ゲスト 役
- 脱獄者（1967年、大映） - 大下一郎
- 007は二度死ぬ（1967年、UA） - タイガー田中
- 陸軍諜報33（1968年、東映） - 秋山少佐
- 男の掟 （1968年、日活) - 菅原多平
- 博徒解散式（1968年、東映）- 河西鉄次
- 赤道を駈ける男 （1968年、日活）- 宗方
- あゝ予科練（1968年、東映） - 本間司令
- 怪談 蛇女（1968年、東映） - 警察署長
- 不良番長（1968年、東映）- 柴田刑事
- 恐喝こそわが人生（1968年、松竹）
- 御用金（1969年、フジテレビジョン / 東京映画）- 六郷帯刀
- やくざ番外地（1969年、日活）- 村木卓
  - やくざ番外地 抹殺（1969年、日活）- 高見政次
- 緋牡丹博徒 鉄火場列伝（1969年、東映） - 小城英三郎
- 五人の軍隊（1969年、イタリア） - サムライ
- 無頼漢（1970年、東宝 / にんじんくらぶ） - 河内山宗俊
- 戦後秘話 宝石略奪（1970年、東映）- 黒木鉄也
- 花の特攻隊 あゝ戦友よ (1970年、日活) - 大村司令
- 戦争と人間（1970年、日活）- 大頭目
- 暴力団再武装（1971年、東映）- 神崎威男
- 激動の昭和史 沖縄決戦（1971年、東宝） - 長参謀長[58]
- 博徒斬り込み隊（1971年、東映）- 榊警視正(警察庁捜査二課長)
- 出所祝い（1971年、東宝）- 浅倉玄竜
- 沈黙 SILENCE（1971年、表現社 / マコインターナショナル） - クリストヴァン・フェレイラ
- ポルノの帝王（1971年、東映） - 船長  ※友情出演
- 水滸伝（1972年、ショウ・ブラザーズ） - 盧俊義
- 軍旗はためく下に（1972年、新星映画 / 東宝） - 富樫勝男
- 日本暴力団 殺しの盃（1972年、東映） - 桜井好春
- 影狩り（1972年、東宝） - 田沼意次[注釈 4]。
- 影狩り ほえろ大砲（1972年、東宝） - 影目付
- やくざと抗争 実録安藤組（1973年、東映）- 児島
- 非情学園ワル（1973年、東映）- 警察署長
- ポルノ時代劇 忘八武士道（1973年、東映） - 明日死能
- 色魔狼（1973年、東映） - 石田警部補[60]
- 山口組三代目（1973年、東映） - 山口組二代目組長・山口登
- 人間革命（1973年、シナノ企画 / 東宝） - 戸田城聖[1]
  - 続・人間革命（1976年、シナノ企画 / 東宝） - 戸田城聖
- 仁義なき戦い 代理戦争（1973年、東映） - 明石組組長・明石辰夫[注釈 5]
- 実録安藤組 襲撃篇（1973年、東映）- 児島
- ザ・ゴキブリ（1973年、石原プロ / 東宝）- 児島
- 日本沈没（1973年、東宝） - 山本勇首相[1]
- 0課の女 赤い手錠（1974年、東映） - 南雲善悟
- ノストラダムスの大予言（1974年、東宝） - 西山良玄 / 西山玄哲 / 西山玄学 役（3役）[1][2]
- 樺太1945年夏 氷雪の門（1974年、東洋映画） - 鈴本参謀長
- 砂の器（1974年、松竹） - 今西栄太郎刑事
- 直撃地獄拳 大逆転（1974年、東映）- 衆木公威
- 少林寺拳法（1975年、東映） - 小早川信之
- 新幹線大爆破（1975年、東映） - 須永刑事部長
- 東京湾炎上（1975年、東宝） - 宗方船長[58]
- 暴力金脈（1975年、東映）- 西島一光
- 神戸国際ギャング（1975年、東映）- 朴林成
- 水滸伝 杭州城決戦（1975年、ショウ・ブラザーズ）
- ひとごろし（1976年、永田プロ / 大映 / 映像京都） - 仁藤昴軒
- 実録外伝 大阪電撃作戦（1976年、東映） - 川田組組長・川田利明
- 暴力教室（1976年、東映）- 喜多条の父
- 不毛地帯（1976年、芸苑社 / 東宝） - 川又空将補
- 大空のサムライ（1976年 / 東宝） - 斉藤大佐[58]
- Seven Nights in Japan（1976 / 英仏合作） - テロリスト・リーダー[61]
- アラスカ物語（1977年 / 東宝） -アラシュック大酋長
- 八甲田山（1977年、シナノ企画 / 東宝） - 児島大佐
- こちら葛飾区亀有公園前派出所（1977年、東映） - 黒木警視[注釈 6]
- 姿三四郎（1977年、東宝映画） - 飯沼恒民
- 柳生一族の陰謀（1978年、東映） - 小笠原玄信斎
- 事件（1978年、松竹） - 菊池弁護士
- 雲霧仁左衛門（1978年、松竹 / 俳優座）- 松屋吉兵衛
- 宇宙からのメッセージ（1978年、東映） - アーネスト・ノグチ
- 皇帝のいない八月（1978年、松竹） - 三神陸将
- 聖職の碑（1978年、東宝） - 鈴木庄之介
- 野性の証明（1978年、角川春樹事務所 / 東映） - 和田陸将
- 赤穂城断絶（1978年、東映） - 柳沢吉保
- 日蓮（1979年、松竹） - 富木常忍
- 白昼の死角（1979年、東映） - 常陽精工社長・木下雄次郎
- 闇の狩人（1979年、松竹 / 俳優座） - 田沼意次
- 真田幸村の謀略（1979年、東映） - 加藤清正
- 二百三高地（1980年、東映） - 児玉源太郎
- 忍者武芸帖 百地三太夫（1980年、東映）- 戸沢白雲斎
- 遙かなる走路（1980年、松竹） - 西川秋次
- 砂の小舟 (『丹波哲郎の地上（ここ）より大霊界』[62]) (1980年、丹波企画)
- 情劫（1980年、ショウ・ブラザーズ）
- 武士道ブレード（1981年、ランキン・バス・プロ / トライデント・フィルムズ） - 大和守
- 魔界転生（1981年、角川春樹事務所 / 東映） - 刀匠・村正
- 野菊の墓（1981年、東映）- 斉藤豪三郎
- 連合艦隊（1981年、東宝） - 小沢機動部隊長官[58]
- 炎のごとく（1981年、東宝） - 田中土佐
- 鬼龍院花子の生涯（1982年、東映）- 須田宇市
- 大日本帝国（1982年、東映） - 東条英機
- 疑惑（1982年、松竹） - 岡村謙孝
- 誘拐報道（1982年、東映） - 土門社会部長
- 制覇（1982年、東映）- 窪川方城
- 日本海大海戦 海ゆかば（1983年、東映） - 山本権兵衛
- 陽暉楼（1983年、東映） - 前田徳兵衛
- 唐獅子株式会社（1983年、東映） - 須磨義輝
- エル・オー・ヴィ・愛・N・G（1983年、東宝） - 佐藤清次郎
- 空海（1984年、全真言宗青年連盟映画製作本部 / 東映） - 桓武天皇
- 天国の駅 HEAVEN STATION（1984年、東映） - 五十沢刑事
- 零戦燃ゆ（1984年、東宝） - 山本五十六
- 北の螢（1984年、東映 / 俳優座映画放送） - 石倉武昌
- 高原に列車が走った（1984年、東映）- 唐沢
- 修羅の群れ（1984年、東映）- 加東伝三郎
- ねずみ小僧怪盗伝（1984年、松竹）赤ひげ先生
- 愛・旅立ち（1985年、東宝）- 奈良力
- 最後の博徒（1985年、東映）- 田城一正
- BE FREE!（1986年、大映）- 長谷川敬三
- キャバレー（1986年、角川春樹事務所 / 東宝）- 関東連合総長
- 首都消失（1987年、徳間書店 / 大映） - 中田代議士
- 親鸞 白い道（1987年、松竹） - 明寅
- はいからさんが通る（1987年、東映）- 伊集院伯爵
- 恋のカウントダウン（1987年、好朋友影業）
- 夜汽車（1987年、東映） - 田村伊三郎
- マルサの女2（1988年、伊丹プロ / 東宝） - 佐渡原（国税局査察部管理課長）
- 砂の小舟（VHS版改題『地上（ここ）より大霊界』）（1988年、日本ヘラルド）
- TOKYO-POP（1988年、松竹富士） - ドタ
- 226（1989年、松竹富士） - 真崎甚三郎
- 極道の妻たち 三代目姐（1989年、東映） - 坂西武雄
- 大霊界シリーズ
  - 丹波哲郎の大霊界 死んだらどうなる（1989年、丹波企画 / 松竹富士） - 吉野博士[注釈 7]
  - 丹波哲郎の大霊界2 死んだらおどろいた!!（1990年 丹波企画 / 松竹富士） - 岡本亮[注釈 8]
  - 大霊界3（1992年、松竹） - 出演・製作・脚本[注釈 9]
- 将軍家光の乱心 激突（1989年、東映） - 堀田加賀守正盛
- 善人の条件（1989年、松竹）- 蟻田恒男
- 帝都大戦（1989年、東宝）- 観阿弥光凰
- 激動の1750日（1990年、東映）- 関東仁王会総裁 仁王顕正
- 陽炎（1991年、バンダイ・松竹） - 津崎伝吉
- RIKI-OH/力王（1991年、ヒーロー・コミュニケーションズ） - 張善鬼
- 極道戦争 武闘派（1991年、東映）- 神崎忠虎 （神崎会会長）
- 江戸城大乱（1991年、東映 / フジテレビジョン） - 徳川光圀
- 民暴の帝王（1993年、東映）- 山本勇
- 大迷信1993（1993年、東方電影）
- とられてたまるか!?（1994年、東宝）- 豊春
- 超能力者 未知への旅人（1994年、東映）
- 北京原人 Who are you?（1997年、東映）- 大曽根
- ねじ式（1998年、石井プロ） - 家主
- 地獄（1999年、石井プロ） - 明日死能
- 金融腐食列島 呪縛（1999年、東映） - 川上多治郎
- 十五才 学校IV（2000年、松竹） - 畑鉄男（バイカルの鉄）
- さくや妖怪伝（2000年、トワーニ）- 井伊掃部頭真興
- 修羅のみち1 関東vs関西 全面戦争勃発（2001年、東映ビデオ）- 関西山王組初代組長 谷岡茂
- 盲獣vs一寸法師（2001年、石井プロ） - 丹下博士
- 伊能忠敬 子午線の夢（2001年、東映） - 島津重豪
- カタクリ家の幸福（2002年、「カタクリ家の幸福」製作委員会 / 松竹）- 片栗仁平
- 新・仁義の墓場（2002年、大映）
- 釣りバカ日誌13 ハマちゃん危機一髪!（2002年、松竹） - 黒部五郎
- 11'09''01/セプテンバー11（2002年）
- たそがれ清兵衛（2002年、松竹） - 井口藤左衛門
- 修羅の群れ（2002年、ミュージアム）ｰ 綱島一家五代目総長 鶴岡政二郎
- 極道恐怖大劇場 牛頭 GOZU（2003年、オフィスアスク）
- T.R.Y.（2003年、東映） - 山縣有朋
- 日本沈没（2006年、東宝） - 阿部玲子の祖父[注釈 10]

### テレビ作品
- 丹下左膳 （1958年 - 1959年、日本テレビ） - 丹下左膳
- トップ屋 （1960年 - 1961年、フジテレビ）
- 三匹の侍 第1シリーズ （1963年 - 1964年、フジテレビ） - 柴左近
- 王将物語（1965年、読売テレビ）- 関根金次郎
- スパイキャッチャーJ3 （1965年 - 1966年、NET / 東映） - J1（TULIP日本支部長）
- シャドウマン（1965年12月 - 1966年1月、NET）
- ローンウルフ 一匹狼 （1967年 - 1968年、日本テレビ / 東映） - 小田切警部
- キイハンター （1968年 - 1973年、TBS / 東映） - 黒木鉄也
- 柳生十兵衛 （1970年 - 1971年、フジテレビ / 東映） - 宮本武蔵
- 大忠臣蔵 （1971年、NET） - 千坂兵部
- 天皇の世紀 （1971年、朝日放送） - 田中河内介
- 忍法かげろう斬り 第25話「旗本奴と素浪人」（1972年、関西テレビ / 東映） - 和田倉甚兵衛
- 二人の素浪人 第9話「双つぼくろの女を斬れ!」（1972年、フジテレビ / 東映） - 脇坂塔十郎
- ジキルとハイド （1973年、フジテレビ）
- アイフル大作戦（1973年4月14日 - 1974年5月4日、TBS / 東映） - 警部・桜田正三郎
- 水滸伝 （1973年、日本テレビ） - 呼延灼
- プレイガールシリーズ（東京12チャンネル / 東映） 
  - プレイガール 第220話「真夜中の腕くらべ」（1973年） - 武蔵二郎
  - プレイガールQ （1975年）
    - 第33話「札束と女とギャング」 - 武蔵二郎
    - 第39話「天使は裸で勝負する」 - 丹沢警視（特別出演）
    - 第41話「放送300回記念・東京エマニエル夫人」 - クラブ・エマニエルの客(友情出演、ノンクレジット)
- 狼・無頼控 （1974年、毎日放送 / 映像京都） - 炎竜軒
- 大盗賊 （1974年、フジテレビ / 国際放映） - 闇将軍
- バーディー大作戦 （1974年 - 1975年、TBS / 東映） - 探偵局長・桜田正三郎
- 鬼平犯科帳 （1975年、NET / 東宝） - 長谷川平蔵
- Gメン'75　第1話「エアポート捜査線」 − 第355話「サヨナラGメン75また逢う日まで」(1975年5月24日 − 1982年4月3日、TBS / 東映)   - 黒木哲也警視→警視正[注釈 11]
- 新・座頭市 第6話「師の影に泣いた」（1976年、フジテレビ） - 伴野弥十郎
- ポーラ名作劇場（テレビ朝日）
  - 出発（たびだち）（1977年）
- 愛と憎しみの宴（1977年、MBS /東宝）
- 大河ドラマ（NHK総合）
  - 黄金の日日 （1978年） - 今井宗久
  - 獅子の時代（1980年） - 松本栄吉
  - 峠の群像 （1982年） - 鶴見内蔵助
  - いのち （1986年） - 高原正道
  - 春日局 （1989年） - 徳川家康
  - 利家とまつ （2002年） - 井口太郎左衛門
  - 義経 （2005年） - 源頼政
- 獅子のごとく （1978年、TBS） - 山県有朋
- 混声の森 （1978年、TBS / テレパック） - 石田謙一
- 柳生一族の陰謀 第21話「夕焼けに恨みが残った」（1979年2月20日、関西テレビ / 東映） - 落合丈之介
- 必殺仕事人 第4話「主水は三途の川を避けられるか?」（1979年、朝日放送 / 松竹） - 壬生蔵人
- 吉宗評判記 暴れん坊将軍 第81話「姿なき勇士たち」（1979年、テレビ朝日 / 東映） - 近藤刑部
- 騎馬奉行（1979年 - 1980年、KTV / 東映） - 水野越前守
- 長七郎天下ご免! （1979年 - 1982年、テレビ朝日 / 東映） - 松平伊豆守
- 草野球・草家族（1980年、テレビ朝日） - 加島順太郎
- 木曜ゴールデンドラマ（読売テレビ）
  - ガン回廊の朝 （1980年）
  - わが首相のベッド ガン回廊の朝II（1980年）
- 拳骨にくちづけ （1981年、TBS） - 荒船時次郎
- 関ヶ原 （1981年、TBS） - 福島正則
- ここまでは他人 （1981年、TBS） - 河原勘三郎
- 時代劇スペシャル （CX）
  - 牢獄の花嫁（1981年、松竹） - 塙江漢
  - 大江戸無頼 河内山宗俊（1982年、 国際放映） - 河内山宗俊
  - 地獄の左門十手無頼帖 「将軍暗殺!」（1983年、東映） - 阿部伊勢守
  - 夕陽の用心棒（1983年、松竹） - 箱崎竜之介
  - 大岡政談 魔像（1983年） - 大岡越前守
  - 秘境黄金谷の決闘（1983年） - 伊能平八郎
  - 松本清張の西海道談綺 （1983年、テレビ西日本） - 北条宗全
  - くノ一忠臣蔵（1983年） - 大石内蔵助
- Gメン'82 （1982年 - 1983年、TBS / 近藤照男プロダクション） - 黒木警視正
- マルコ・ポーロ シルクロードの冒険 （1982年 TBS 他） - 中国に流れ着いた日本人
- 勇者は語らず いま、日米自動車戦争は （1983年、NHK総合） - 冬木毅
- 松平右近事件帳 第51話「三つ葉葵を貫く銃弾」（1983年、日本テレビ / ユニオン映画） - 徳川家斉
- 新松平右近 （1983年、日本テレビ / ユニオン映画） - 徳川家斉
- 長七郎江戸日記 （1983年 - 1986年・1988年 - 1989年・1990年 - 1991年、日本テレビ / ユニオン映画） - 柳生宗冬
- 大奥 第43話「愛と哀しみの聖母」（1984年、関西テレビ） - 徳川家斉
- 遠山の金さん 第1シリーズ 第89話「決死の殴り込み・死装束の遠山金四郎!」（1984年、テレビ朝日 / 東映） - 松平和泉守
- 青い瞳の聖ライフ （1984年、フジテレビ） - 高樹武吉
- 西部警察 PART-III スペシャル「燃える勇者たち」 （1984年、テレビ朝日 / 石原プロモーション） - 長谷川内閣室長
- NHK新大型時代劇（NHK総合）
  - 宮本武蔵 （1984年） - 平田無二斎
  - 真田太平記 （1985年 - 1986年） - 真田昌幸
- 忍の一字（1985年3月23日、NHK総合） - 茨木屋
- スーパーポリス （1985年、TBS / 近藤照男プロダクション） - 瀬島警視正
- 年末時代劇スペシャル（日本テレビ）
  - 忠臣蔵 （1985年） - 色部又四郎
  - 白虎隊 （1986年） - 神保内蔵助
  - 田原坂 （1987年） - 大山綱良
  - 勝海舟 （1990年） - 清水次郎長
  - 源義経 （1991年） - 藤原秀衡
  - 風林火山 （1992年） - 武田信虎
- 12時間超ワイドドラマ（テレビ東京）
  - 徳川風雲録 御三家の野望（1986年） - 成瀬隼人正
  - 家康が最も恐れた男 真田幸村 （1998年） - 真田昌幸
- 火曜サスペンス劇場 (NTV)
  - 夕陽よ止まれ (1983年、東映)    - 大島三吉刑事
  - 弁護士・高林鮎子 （1986年 - 2005年、東映） - 草鹿達之介
- 忠臣蔵・女たち・愛 （1987年、TBS） - 大石内蔵助
- 橋田壽賀子ドラマ おんなは一生懸命 （1987年、TBS） - 古葉公三
- TBS大型時代劇スペシャル（TBS）
  - 徳川家康 （1988年） - 関口親永
  - 織田信長 （1989年） - 浅井久政
  - 平清盛 （1992年） - 平忠盛
- 結婚してシマッタ! （1988年 TBS）
- 円空（1988年、NHK土曜ドラマ） - 円空上人
- 土曜ワイド劇場 / 家政婦は見た!7 （1989年、テレビ朝日）
- HOTEL （1990年 - 2002年、TBS / 近藤照男プロダクション） - 大原鉄太郎社長
- 大暴れ一心太助!-天下の御意見番 大久保彦左衛門罷り通る- （1990年、日本テレビ） - 大久保彦左衛門
- 十三人の刺客 （1990年、フジテレビ） - 土井大炊頭利位
- 白い巨塔 （1990年、テレビ朝日） - 鵜飼医学部長
- ザ・刑事 （1990年、テレビ朝日） - 寿礼次郎署長
- 静寂の声 （1990年、テレビ朝日） - 児玉源太郎
- 金曜ドラマシアター / 実録犯罪史シリーズ 金（キム）の戦争 ライフル魔殺人事件 （1991年、フジテレビ）
- 世にも奇妙な物語 冬の特別編 「王将」（1991年12月26日、フジテレビ） - 玉沢大八十段
- 四匹の用心棒シリーズ（テレビ朝日 / 東映）
  - 大逆襲! 四匹の用心棒 （1991年） - 水野忠邦
  - 四匹の用心棒 (4) かかし半兵衛ひとり旅（1992年） - 水野越前守
  - 四匹の用心棒 (5) かかし半兵衛無頼旅（1993年） - 水野越前守
- 源氏物語 上の巻・下の巻 （1991, 1992年、TBS） - 桐壺帝
- ララバイ刑事'91・'92 （1991年 - 1992年、テレビ朝日） - 山口一男署長
- 土曜ドラマ（NHK）
  - 春むかし（1992年） - 堤総太郎
  - 和菓子の味（1994年） - 松井吉郎
- 必殺スペシャル・新春 せんりつ誘拐される、主水どうする? 江戸政界の黒幕と対決!純金のカラクリ座敷（1992年、テレビ朝日） - 幻の朝太郎
- 半七捕物帳 （1992年 - 1993年、日本テレビ） - 白河楽翁
- ドラマ新銀河（NHK）
  - いつか花嫁（1993年）
  - 木綿のハンカチ〜ライトウインズ物語（1997年）- 相羽辰吉 役
- ホテルドクター （1993年、テレビ朝日） - 小松原大三郎
- 闇を斬る!大江戸犯科帳 （1993年、日本テレビ） - 老中・兵頭丹後守
- 新幹線物語'93夏 （1993年、TBS / 近藤照男プロダクション） - 黒木哲也
- 金曜エンタテイメント / 松本清張の異変街道 （1993年、フジテレビ） - 隠居
- 鬼平犯科帳 第4シリーズ 第13話「老盗の夢」（1993年、フジテレビ） - 蓑火の喜之助
- カミング・ホーム （1994年、TBS） - 城田福造
- 御家人斬九郎 第1シリーズ 第2話「用心棒二人」（1995年、フジテレビ / 映像京都） - 高坂伊十郎
- 雲霧仁左衛門　(1995年、フジテレビ)　- 辻蔵之助
- 連続テレビ小説 走らんか! （1995年 - 1996年、NHK総合） - 前田米吉
- 味いちもんめ（1997年）
- 家政婦は見た!（1997年） ‐ 広田正方
- 緋が走る（1999年、NHK） ‐ 一柳陶王
- 痛快!三匹のご隠居 （1999年、テレビ朝日） - 乾三四郎
- 歓迎!ダンジキ御一行様 （2001年、日本テレビ） - 住職
- 時空警察捜査一課 （2001年 - 2005年、日本テレビ） - 北条特命主席管理官
- 水戸黄門 第31部 - 第35部 （2002年 - 2005年、TBS / C.A.L） - 三代目・山野辺兵庫
- 月曜ドラマシリーズ 夢みる葡萄〜本を読む女〜 （2003年9月 - 12月、NHK総合） - 小川安春
- オーダーメイド〜幸せ色の紳士服店〜 （2004年、NHK総合） - 五井重彦
- 天切り松 闇がたり （2004年、フジテレビ） - 東郷平八郎

### 舞台
- 河内山宗俊
- 大霊界
- シベリア超特急4（2003年）

### 劇場アニメ
- クレヨンしんちゃん 爆発!温泉わくわく大決戦（1999年、東宝） - 温泉の精
- 猫の恩返し（2002年、スタジオジブリ） - 猫王

### ゲーム
- クレヨンしんちゃん 嵐を呼ぶ シネマランド カチンコガチンコ大活劇!（2008年） - 温泉の精 ※ライブラリ出演
- クレヨンしんちゃん 嵐を呼ぶ カスカベ映画スターズ!（2014年） - 温泉の精 ※ライブラリ出演

### バラエティ
- レ・ガールズ（1967年 - 1968年、日本テレビ） - ゲスト
- クイズなっとく歴史館（フジテレビ） - レギュラー解答者
- 丹波倶楽部（1989年1月17日 - 3月28日、フジテレビ「JOCX-TV2」枠）
- 丹波・山瀬のパニックTV （1990年 - 1991年、読売テレビ） - 司会
- 丹波哲郎の不思議世界 （1996年 - 不明、テレビ東京） - 霊界探訪飛行船船長（メインホスト）
- 敏感!エコノクエスト （毎日放送） - レギュラー解答者
- タモリの音楽は世界だ（テレビ東京）
- ウォンテッド!!（フジテレビ）
- ダウンタウンDX （1994年、読売テレビ） - ゲスト

### CM
- キリンビール キリンビアシャトル
- モービル石油（現・ENEOSグループ）F-1プレミアムガソリン（1990年、山瀬まみと共演）
- 佐藤製薬 ラマストン
- ピップ ピップ内服液（1994年）
- 日健総本社 クロスタニン
- ジャパンフリトレー
- 味の素 冷凍うどん
- 日本デジタル研究所 文作30DTP

## ディスコグラフィ
- 「トップ屋」（作詞：白鳥朝詠、補作詞：五社英雄、作曲：沢田駿吾、東芝レコード、1960年12月発売）
- 「俺がやらなきゃ」（作詞：東逸平、作曲：植村亨、東芝レコード、1960年12月発売）
- 「元気健康一等賞」（作詞：丹波哲郎、作曲：ラッキーボーイズ、BMGビクター、1995年2月発売）

## 著書
- 『丹波哲郎の死者の書』中央アート出版、1980年4月1日
- 『丹波哲郎の霊界問答』中央アート出版、1981年12月
  - 『丹波哲郎の霊界問答』中央アート出版（新装丁版）1987年8月、ISBN 4-88639-262-8
- 『守護霊団 : この世とあの世を結ぶもの』広済堂出版、1982年10月（Kosaido books）（新書） ISBN 433100256X
- 『丹波哲郎の死ぬ瞬間の書』広済堂出版、1983年1月（Kosaido books）（新書） ISBN 4331002934
- 『死後の世界の証明 - 霊界実存の書』広済堂ブックス（新書）1983年10月、ISBN 4331003043
- 『永遠なる霊の世界 - あなたは死んだらこうなる』徳間書店、1983年3月、ISBN 4-19-552697-3
- 『霊人の証明 : 続々丹波哲郎の死者の書』中央アート出版、1983年4月、ISBN 4-88639-381-0
  - 『霊人の証明』角川文庫、1991年3月、ISBN 4041790018
- 『丹波哲郎の地獄の書』中央アート出版社、1983年9月、ISBN 4-88639-419-1
- 『霊魂不滅の書』広済堂出版、1984年7月（Kosaido books） ISBN 4331003361
- 『因果応報の法則』光文社カッパ・ブックス、1984年2月、ISBN 4334004156
- 『稀代の霊能者三田光一 - 丹波哲郎の霊人の証明 2』中央アート出版社、1984年7月、ISBN 488639468X
- 『丹波哲郎の天界の書』中央アート出版社、1984年5月
- 『死んだらどうなる』経済界、1984年3月（リュウブックス）
- 『丹波哲郎の輪廻転生の旅』中央アート出版社、1984年10月、ISBN 4886394698
- 『どう生きたらよいか ： 丹波哲郎の人生指南道場』経済界、1985年1月（リュウブックス） ISBN 4766700937

- 『死は輝く世界の扉』かんき出版、1985年5月、ISBN 4761251603
- 『「死にがい」の書 - "生きがい"があれば"死にがい"もあっていい』丹波哲郎、広済堂出版、1985年5月、ISBN 4331003701
- 『催眠術の世界 - 誰にもできる催眠術入門』土曜美術社、1985年7月（カメブックス（8）新書）、ISBN 488625120X
- 『これが霊の世界だ』立風書房、1985年9月、ISBN 4651780164
- 『丹波哲郎と四柱推命の世界 - 運命をあやつる五つの星の神秘』かんき出版、1985年9月、ISBN 4761251697
- 『丹波哲郎の死者の書』広済堂出版、1986年1月（広済堂文庫） ISBN 4331650049
  - 『丹波哲郎の死者の書』中央アート出版社（普及版）1987年8月、ISBN 4886395155
- 『大霊界を翔ぶ』広済堂、1986年7月（Kosaido books） ISBN 4331003973
- 『新・死者の書 - 死後の世界は確実に存在する!』角川書店、1986年1月（Kadokawa books） ISBN 4047060119
  - 『新・死者の書』角川文庫、1991年9月、ISBN 4041790026
- 『丹波哲郎のツキをよぶ守護霊』現代出版、1986年2月、ISBN 4875975074
- 『来世からの証言 - 丹波哲郎の人生指南道場 II』経済界、1986年1月（リュウブックス） ISBN 4766701046
- 『霊界からの忠告 - 霊人はあなたの全てを見ている!』角川書店、1986年11月（Kadokawa books） ISBN 4047060283
- 編『大霊界 - 死んだらどうなる』（大型本）、近藤 薫（イラスト）、学習研究社、1987年4月、ISBN 4051025624
- 『守護霊問答 - 自分を高め幸せに導く』広済堂出版、1987年5月（Kosaido books） ISBN 4331004104
- 『来世はどうなる ― 天界行きの切符をあなたに』来世研究会、広済堂出版、1987年9月（Kosaido books） ISBN 4331004171
- 『丹波哲郎の霊界旅行』中央アート出版、（普及版）1987年6月、ISBN 4886395120
- 『驚異の「大霊界」― 宇宙に充満する霊魂の一人は、あなたです。』土屋書店、1988年2月（ムックスペシャル版） ISBN 4806900559
- 『霊運問答』天山出版、1988年2月（天山ブックス） ISBN 4803313903
- 『霊言の書 ― 霊界からの幸せメッセージ』広済堂出版、1988年4月（Kosaido books） ISBN 4331004333
- 『霊界生活の実相 ― 今の生き方で来世の幸福がつかめるか?』土屋書店、1988年5月（RAISE BOOKS）、ISBN 4806904449
- 『丹波哲郎の漫画大霊界 ― 愛と真実への旅立ち』かきざき和美（作画）、大洋図書、1988年6月、ISBN 4886720374
- 『「霊」なんでも大百科』広済堂出版、1988年7月（豆たぬきの本） ISBN 433120118X
- 『大霊界の真実 ― この真実を知ればもう死は恐くない!』角川書店、1988年10月（Kadokawa books）、ISBN 4047060526
- 『大霊界を見た ― 死後の世界の驚異』近藤 薫（イラスト）、学習研究社、1988年12月、ISBN 405103111X
- 『小説 大霊界』角川書店、1989年1月、ISBN 4048725238
- 『霊界生活の実相』土屋書店、1989年4月（Raise books） ISBN 4750806137
- 『小説 大霊界.2 ― 死んだらおどろいた!!』角川書店、1989年11月、ISBN 4048725696
- 『大霊界の深奥 ― 転生は人類に進歩をもたらす』角川書店、1990年1月（Kadokawa books） ISBN 4047060666
- 『丹波哲郎の大霊界への招待』日刊スポーツ出版社、1990年5月、ISBN 4817201150
- 『大霊界へのパスポート』角川書店、1990年12月（Kadokawa books）、ISBN 4047060739
- 『死よ、こんにちは。― この世とあの世は地続きだ』青谷舎、1992年12月25日（Seikokusha books） ISBN 4915822079
- 『死は凱旋門』朝日メディアインターナショナル、1993年5月、ISBN 4900696013
- 『死はこんなに気楽なものか』中央アート出版社、1994年4月（丹波哲郎シリーズ9） ISBN 4886396933
- 第14回日本文芸大賞 特別賞受賞作
- 『守護霊と霊界の謎 ― 初めてわかった死後の世界の全貌と守護霊の真相』日本文芸社、1994年5月（Rakuda books） ISBN 4537024119
- 『僕は霊界の宣伝使 ― 破格の人生』青谷舎、1995年4月、ISBN 4915822206
- 『人が死ぬということ ― 大往生の極意』二見書房、1996年11月（サラ・ブックス） ISBN 4576961497
- 『本当にあった霊体験・臨死体験17人の証言 ― 有名人が初めて明かす異次元体験ファイル』テレビ東京（編）、日本文芸社、1997年4月、ISBN 4537025603
- 『あの世で幸せになる話 ― 仏界と霊界の往復書簡』池口惠觀と共著、青春出版社、1997年11月、ISBN 4413030877
- 『幸せをつかむ7つの法則 ― 目の前の小さなことにこだわるな』日本文芸社、1999年4月、ISBN 4537026863

- 『丹波哲郎の好きなヤツ 嫌いなヤツ』キネマ旬報社、1999年5月、ISBN 4873762294

- 『改訂版 驚異の大霊界 スペシャル版―宇宙に充満する霊魂の一人は、あなたです。』土屋書店、2001年7月、ISBN 4750806129
- 『エンサイクロペディア大霊界　月の巻 ― 本当はもっともっと愉快な人生の延長線』徳間書店、2002年5月、ISBN 4198615047
- 『あなたの死後の運命』文香社、2005年6月、ISBN 4938933632
- 『オーラの運命（さだめ）― この世もあの世もバラ色にする黄金法則』双葉社、2005年10月、ISBN 4575298441
- 『霊界から見たあなたの人生』文香社、2006年1月、ISBN 978-4938933647
- 『霊界の書 天　霊界の書 地』中央アート出版、2006年10月、霊界研究全9作品完全収録、ISBN 978-4813603887
- 新装復刻『霊界問答 死は決して終わりではない!』中央アート出版社、2012年5月、ISBN　978-4-8136-0687-1

以下は丹波の訳・解説
- ギャラップJr 『死後の世界 ― 私は霊界を生きてきた』、三笠書房、1985年3月、ISBN 483795412X
  - ジョージ.Jr.ギャラップ『死後の世界 ― 人は死んだらどうなるか』、三笠書房「知的生き方文庫」、1992年3月、ISBN 4837905048
- ケネス・リング『霊界探訪 ―「近死体験」で私はこう生まれ変わった!』、三笠書房、1986年11月、ISBN 4837954324

## 研究・評伝
- 『大俳優 丹波哲郎』ダーティ工藤、ワイズ出版、2004年5月。ISBN 978-4898301708 - 聞き手は映画監督・工藤によるロング・インタビュー

- 『大俳優 丹波哲郎』（増補版）、ワイズ出版映画文庫、2022年7月。ISBN　978-4898303450

- 『丹波哲郎の「霊界地図」の研究』アポカリプス21研究会（著）、シーエイチシー、2006年10月。ISBN 978-4860972165
- 野村進『丹波哲郎　見事な生涯』講談社、2024年4月。ISBN 978-4065353370

## ゲーム
- 輪廻転生リバーシブルゲームたんば - 1987年にヨネザワから発売されたテーブルゲーム、パソコンゲーム。イラストは相原コージが担当。プレイヤーは現世と死後の世界を輪廻転生しながら神をめざす、というゲーム。